# Neston
Neston est une petite ville résidentielle et une paroisse civile du Cheshire, en Angleterre. Elle est située dans le nord-ouest du comté, dans la partie sud de la péninsule de Wirral. Au recensement de 2011, la paroisse civile de Neston, qui comprend également les villages de Little Neston, Parkgate et Riverside, comptait 15 221 habitants.

## Historique
Le nom vient de vieux norrois Nes-tún qui signifie 'une ferme près d'un promontoire'. La ville est notée dans le  Domesday Book  comme Nestone, appartient à William Fitznigel.
Une charte royale a été accordée à Neston en 1728 pour soutenir son état en tant que ville de marché.

## Personnalités liées
- La modèle Emma Hamilton (1765-1815) est née à Neston.
- Le pilote automobile Joe Kelly (1913-1993) est mort à Neston.
- Le biochimiste Tim Hunt (né en 1943) est né à Neston.
- Le médiéviste Patrick Wormald (1947-2004) est né à Neston.